# Vayetze
Vayetze, Vayeitzei, o Vayetzei (ebraico: וַיֵּצֵא — tradotto in italiano: "ed egli partì", incipit di questa parashah) è la settima porzione settimanale della Torah (ebr. פָּרָשָׁה – parashah o anche parsha/parscià) nel ciclo annuale ebraico di letture bibliche dal Pentateuco. Rappresenta il passo 28:10-32:3 della Genesi che gli ebrei leggono durante il settimo Shabbat dopo Simchat Torah, generalmente in novembre o dicembre.
La parashah narra dei viaggi di Giacobbe ad Aran, il tempo che vi trascorre e la sua dipartita. La parashah racconta inoltre il sogno di Giacobbe di una scala verso il cielo, il suo incontro con Rachele al pozzo, il periodo passato a lavorare per Labano e a vivere con Rachele e Lia, la nascita dei figli e quando Giacobbe lascia Labano e parte con la famiglia.

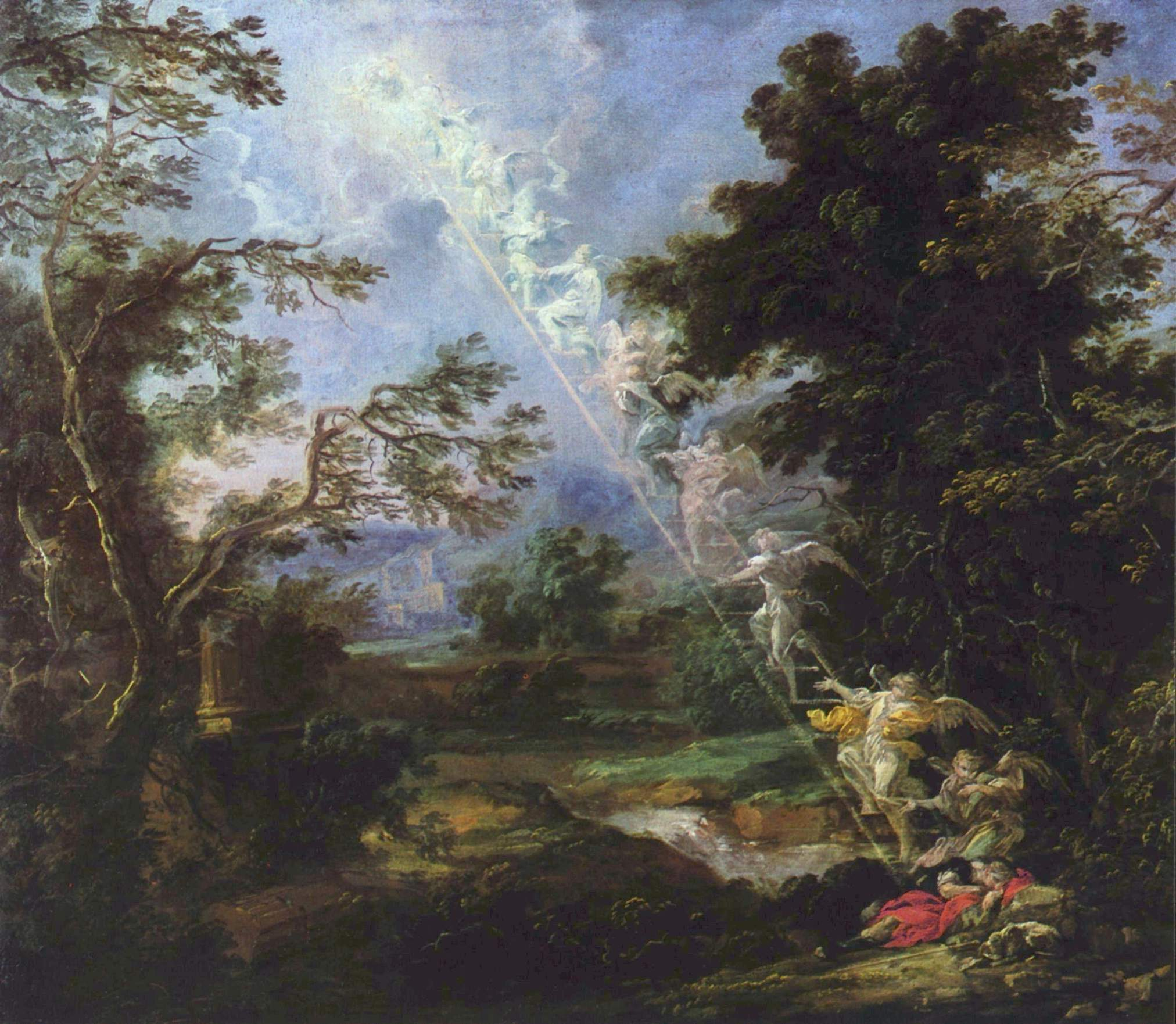
Il Sogno di Giacobbe (dipinto di Michael Willmann del 1691 ca.)

## Letture
Nella tradizionale lettura della Torah dello Shabbat, la parashah è suddivisa in sette parti o in ebraico עליות‎?, aliyot. Nel testo masoretico del Tanakh (Bibbia ebraica), la Parshah Vayetze è inusuale in quanto viene contenuta interamente in un'unica "porzione aperta" (ebraico: פתוחה, petuchah) (circa equivalente ad un paragrafo, spesso abbreviato con la lettera ebraica פ - peh, circa equivalente alla lettera italiana "P"). Nell'ambito di tale unica porzione aperta, la Parshah Vayetze non ha nessuna divisione a "porzione chiusa" (ebraico: סתומה, setumah) (abbreviata con la lettera ebraica ס - samekh, corrispondente alla lettera "S").

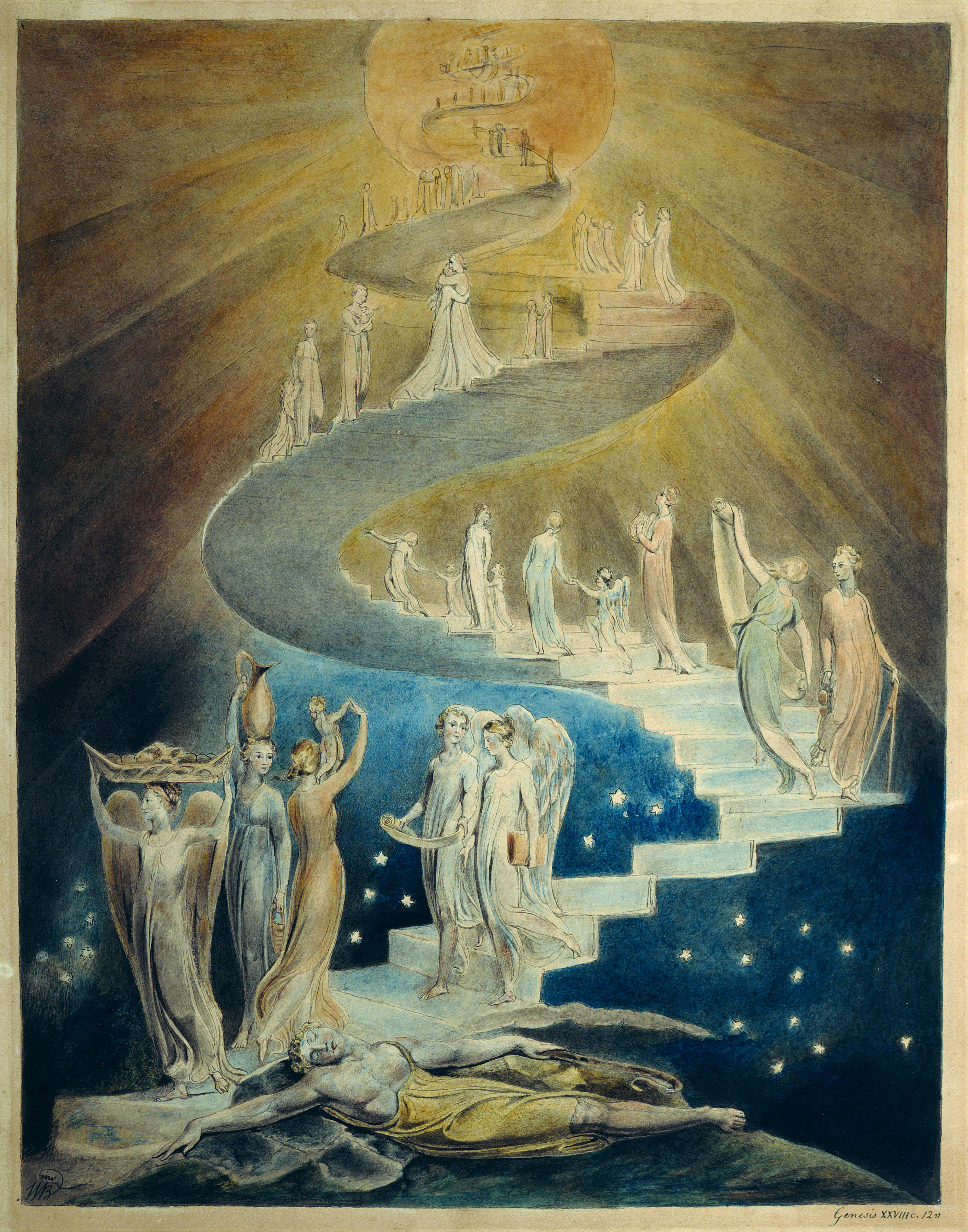
Scala di Giacobbe (dipinto di William Blake del 1800 ca.)

### Prima lettura — Genesi 28:10–22
Nella prima lettura (ebraico: עליה, aliyah), quando Giacobbe lascia Be'er Sheva per andare a Carran, si ferma poi in un luogo a passare la notte, usando un sasso come guanciale. Sogna di vedere una scala che va verso il cielo, lungo la quale gli angeli di Dio ascendono e discendono. Allora Dio appare a Giacobbe e gli dice: «Io sono il Signore, il Dio di Abramo tuo padre e il Dio di Isacco. La terra sulla quale tu sei coricato la darò a te e alla tua discendenza. La tua discendenza sarà come la polvere della terra e ti estenderai a occidente e ad oriente, a settentrione e a mezzogiorno. E saranno benedette per te e per la tua discendenza tutte le nazioni della terra. Ecco io sono con te e ti proteggerò dovunque tu andrai; poi ti farò ritornare in questo paese, perché non ti abbandonerò senza aver fatto tutto quello che t'ho detto». Giacobbe si sveglia impaurito e dichiara che quel luogo è sicuramente la casa di Dio, e chiama il posto Betel (sebbene i cananei avessero chiamato la città Luz). Giacobbe prende la pietra da sotto la testa e la erige come stele e versa olio sulla sua sommità, quindi fa voto, dicendo: "Se Dio sarà con me e mi proteggerà in questo viaggio che sto facendo e mi darà pane da mangiare e vesti per coprirmi, se ritornerò sano e salvo alla casa di mio padre, il Signore sarà il mio Dio. Questa pietra, che io ho eretta come stele, sarà una casa di Dio; di quanto mi darai io ti offrirò la decima". La prima lettura (ebraico: עליה, aliyah) termina qui, con la fine del capitolo 28

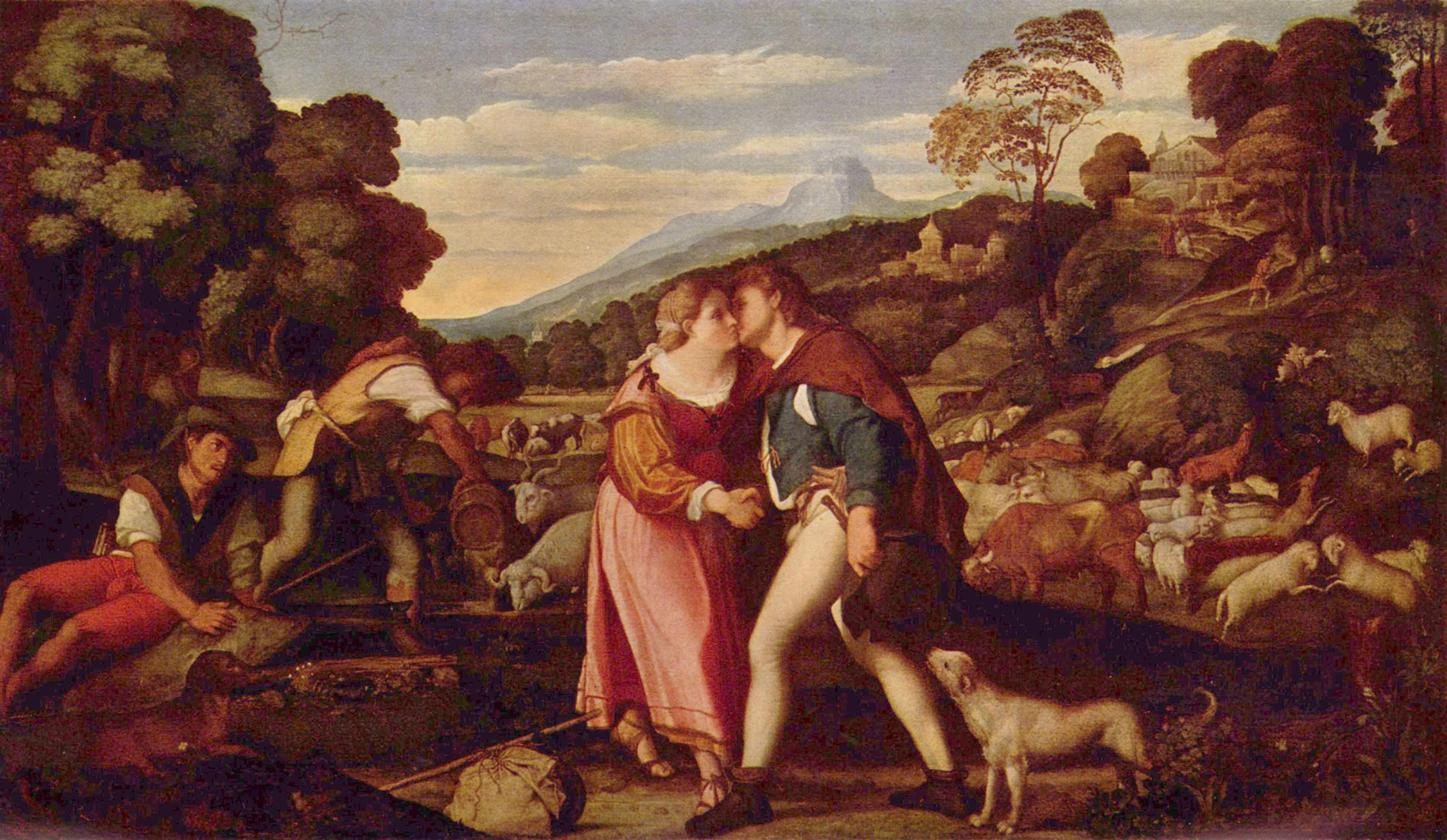
Giacobbe e Rachele (dipinto di Palma il Vecchio, 1520–1525 ca.)

### Seconda lettura — Genesi 29:1–17
Nella seconda lettura (ebraico: עליה, aliyah), nel capitolo 29, Giacobbe arriva in terra orientale e si ferma presso un pozzo coperto da una grossa pietra, e tre greggi di pecore nei pressi. Giacobbe chiede agli uomini la loro provenienza e rispondono che vengono da Carran. Allora Giacobbe chiede loro se conoscano Labano, a cui rispondono affermativamente. Giacobbe chiede se Labano stia bene e gli uomini replicano affermativamente, aggiungendo che la figlia rachele sarebbe giunta a breve con le pecore del padre. Giacobbe avvisa gli uomini di far bere e mangiare le pecore, ma questi rispondono di non poterlo fare fintanto che tutti i greggi non fossero arrivati. Quando Giacobbe vede arrivare Rachele con le pecore, sposta la pietra dall'imboccatura del pozzo e fa abbeverare le pecore di Labano. Giacobbe bacia Rachele, piange e le dice di essere suo parente, al che ella corre a dirlo al padre. Quando Labano sente la notizia dell'arrivo di Giacobbe, corre ad incontrarlo, lo abbraccia e lo bacia, e lo porta a casa sua. Giacobbe dice a Labano tutto ciò che è successo, e Labano gli dà il benvenuto in famiglia. Dopo che Giacobbe ha vissuto con Labano per un mese, quest'ultimo gli chiede che salario volesse per il suo lavoro. Labano ha due figlie: la prima, Lia, è debole di vista, mentre la giovane, Rachele, è molto bella. La seconda lettura (ebraico: עליה, aliyah) termina qui.

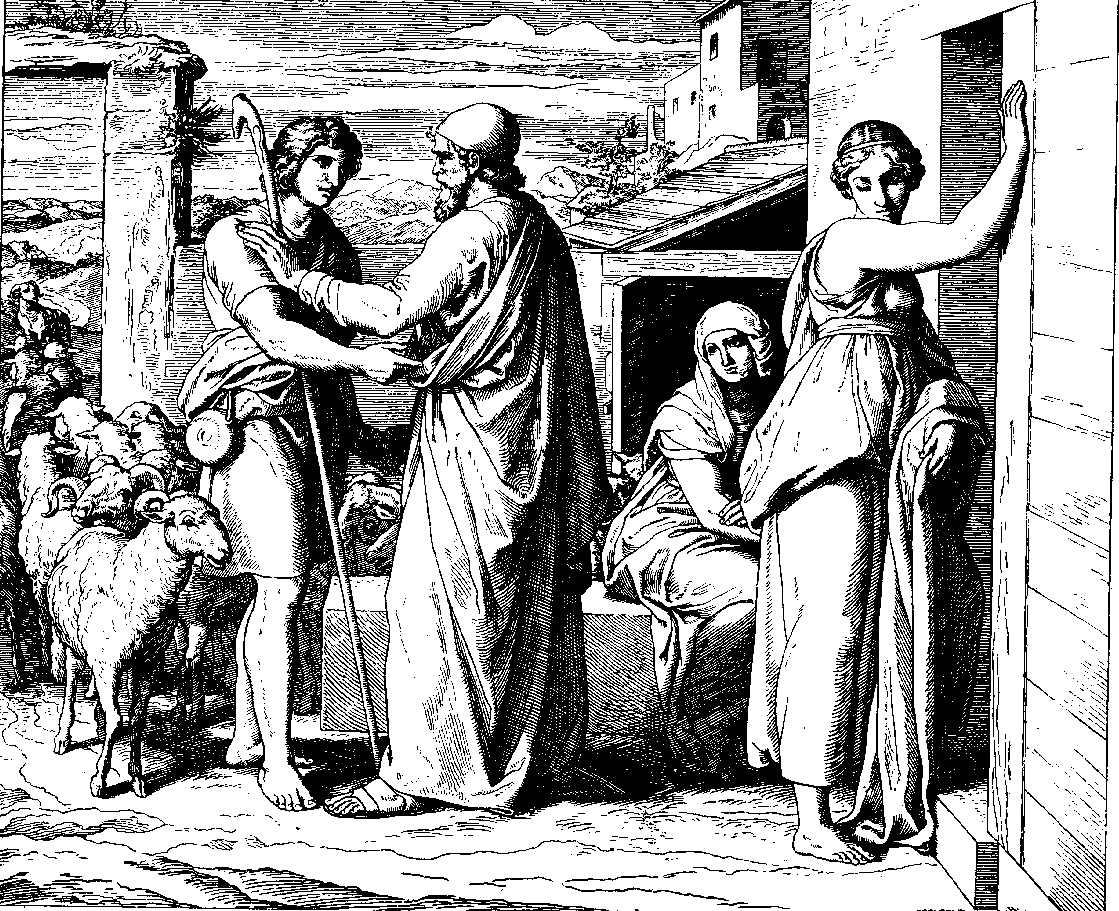
Giacobbe dice a Labano che lavorerà per ottenere la mano di Rachele (incisione di Julius Schnorr von Carolsfeld da Die Bibel in Bildern, 1860)

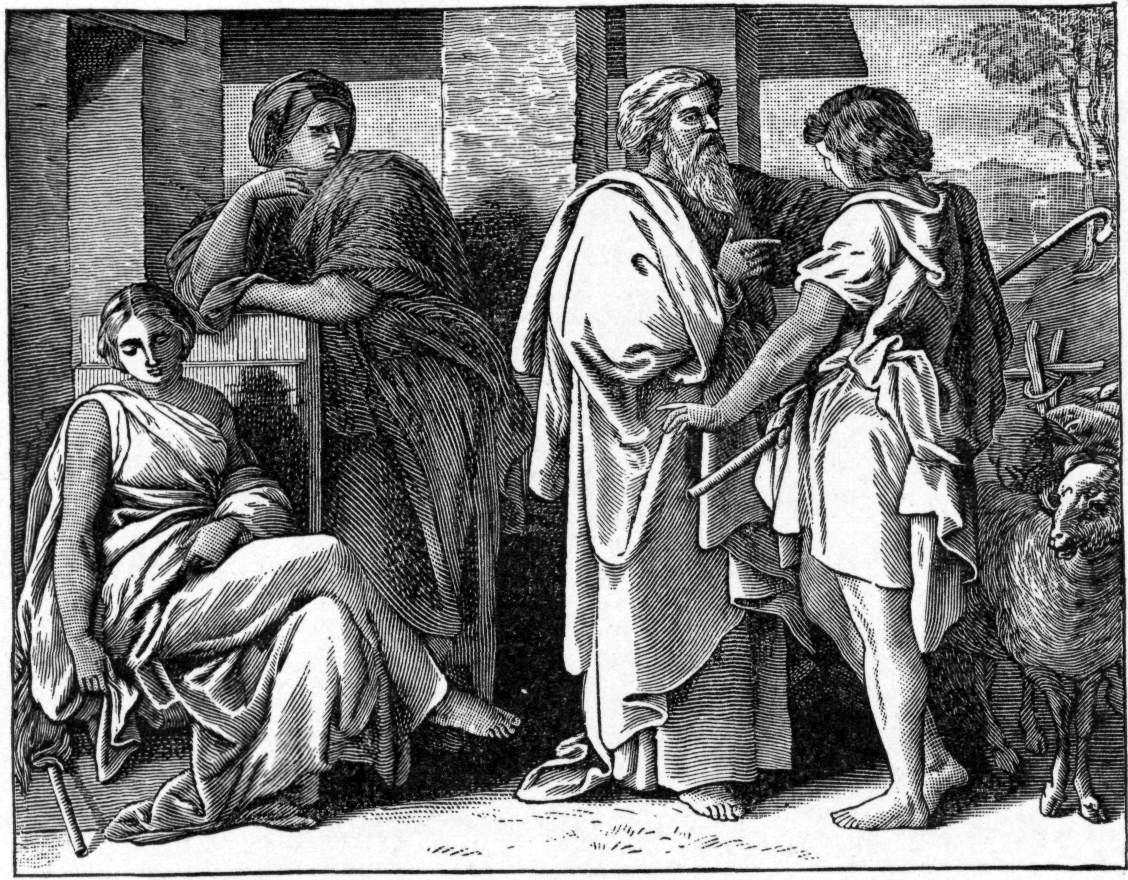
Giacobbe parla con Labano (illustrazione da Bible Pictures and What They Teach Us di Charles Foster, 1897)

|      |      |      |      |      |      |         |         |         |         |         |         |        |        |        |        |        |        |        |        |        |        |        |        |      |      |      |      |          |          | Terah    |          |          |          |         |         |        |        |        |        |        |        |        |        |        |        |         |         |         |         |         |         |      |      |      |      |      |      |      |      |     |     |          |          |          |          |          |          |  |  |  |  |  |  |
|      |      |      |      |      |      |         |         |         |         |         |         |        |        |        |        |        |        |        |        |        |        |        |        |      |      |      |      |          |          |          |          |          |          |         |         |        |        |        |        |        |        |        |        |        |        |         |         |         |         |         |         |      |      |      |      |      |      |      |      |     |     |          |          |          |          |          |          |  |  |  |  |  |  |
|      |      |      |      |      |      |         |         |         |         |         |         |        |        |        |        |        |        |        |        |        |        |        |        |      |      |      |      |          |          |          |          |          |          |         |         |        |        |        |        |        |        |        |        |        |        |         |         |         |         |         |         |      |      |      |      |      |      |      |      |     |     |          |          |          |          |          |          |  |  |  |  |  |  |
| Agar | Agar | Agar | Agar | Agar | Agar |         |         |         |         |         |         | Abramo | Abramo | Abramo | Abramo | Abramo | Abramo |        |        |        |        |        |        | Sara | Sara | Sara | Sara | Sara     | Sara     |          |          |          |          |         |         |        |        |        |        |        |        |        |        |        |        |         |         |         |         | Aran    | Aran    | Aran | Aran | Aran | Aran |      |      |      |      |     |     |          |          |          |          |          |          |  |  |  |  |  |  |
| Agar | Agar | Agar | Agar | Agar | Agar |         |         |         |         |         |         | Abramo | Abramo | Abramo | Abramo | Abramo | Abramo |        |        |        |        |        |        | Sara | Sara | Sara | Sara | Sara     | Sara     |          |          |          |          |         |         |        |        |        |        |        |        |        |        |        |        |         |         |         |         | Aran    | Aran    | Aran | Aran | Aran | Aran |      |      |      |      |     |     |          |          |          |          |          |          |  |  |  |  |  |  |
|      |      |      |      |      |      |         |         |         |         |         |         |        |        |        |        |        |        |        |        |        |        |        |        |      |      |      |      |          |          |          |          |          |          |         |         |        |        |        |        |        |        |        |        |        |        |         |         |         |         |         |         |      |      |      |      |      |      |      |      |     |     |          |          |          |          |          |          |  |  |  |  |  |  |
|      |      |      |      |      |      |         |         |         |         |         |         |        |        |        |        |        |        |        |        |        |        |        |        |      |      |      |      |          |          |          |          |          |          |         |         |        |        |        |        |        |        |        |        |        |        |         |         |         |         |         |         |      |      |      |      |      |      |      |      |     |     |          |          |          |          |          |          |  |  |  |  |  |  |
|      |      |      |      |      |      |         |         |         |         |         |         |        |        |        |        |        |        |        |        |        |        |        |        |      |      |      |      |          |          | Nacor    | Nacor    | Nacor    | Nacor    | Nacor   | Nacor   |        |        |        |        |        |        | Milca  | Milca  | Milca  | Milca  | Milca   | Milca   |         |         | Isca    | Isca    | Isca | Isca | Isca | Isca |      |      | Lot  | Lot  | Lot | Lot | Lot      | Lot      |          |          |          |          |  |  |  |  |  |  |
|      |      |      |      |      |      |         |         |         |         |         |         |        |        |        |        |        |        |        |        |        |        |        |        |      |      |      |      |          |          | Nacor    | Nacor    | Nacor    | Nacor    | Nacor   | Nacor   |        |        |        |        |        |        | Milca  | Milca  | Milca  | Milca  | Milca   | Milca   |         |         | Isca    | Isca    | Isca | Isca | Isca | Isca |      |      | Lot  | Lot  | Lot | Lot | Lot      | Lot      |          |          |          |          |  |  |  |  |  |  |
|      |      |      |      |      |      |         |         |         |         |         |         |        |        |        |        |        |        |        |        |        |        |        |        |      |      |      |      |          |          |          |          |          |          |         |         |        |        |        |        |        |        |        |        |        |        |         |         |         |         |         |         |      |      |      |      |      |      |      |      |     |     |          |          |          |          |          |          |  |  |  |  |  |  |
|      |      |      |      |      |      |         |         |         |         |         |         |        |        |        |        |        |        |        |        |        |        |        |        |      |      |      |      |          |          |          |          |          |          |         |         |        |        |        |        |        |        |        |        |        |        |         |         |         |         |         |         |      |      |      |      |      |      |      |      |     |     |          |          |          |          |          |          |  |  |  |  |  |  |
|      |      |      |      |      |      |         |         |         |         |         |         |        |        |        |        |        |        |        |        |        |        |        |        |      |      |      |      |          |          |          |          |          |          |         |         | Betuel | Betuel | Betuel | Betuel | Betuel | Betuel |        |        |        |        |         |         |         |         |         |         |      |      | Moab | Moab | Moab | Moab | Moab | Moab |     |     | Ben-ammi | Ben-ammi | Ben-ammi | Ben-ammi | Ben-ammi | Ben-ammi |  |  |  |  |  |  |
|      |      |      |      |      |      |         |         |         |         |         |         |        |        |        |        |        |        |        |        |        |        |        |        |      |      |      |      |          |          |          |          |          |          |         |         | Betuel | Betuel | Betuel | Betuel | Betuel | Betuel |        |        |        |        |         |         |         |         |         |         |      |      | Moab | Moab | Moab | Moab | Moab | Moab |     |     | Ben-ammi | Ben-ammi | Ben-ammi | Ben-ammi | Ben-ammi | Ben-ammi |  |  |  |  |  |  |
|      |      |      |      |      |      |         |         |         |         |         |         |        |        |        |        |        |        |        |        |        |        |        |        |      |      |      |      |          |          |          |          |          |          |         |         |        |        |        |        |        |        |        |        |        |        |         |         |         |         |         |         |      |      |      |      |      |      |      |      |     |     |          |          |          |          |          |          |  |  |  |  |  |  |
|      |      |      |      |      |      | Ismaele | Ismaele | Ismaele | Ismaele | Ismaele | Ismaele |        |        |        |        |        |        | Isacco | Isacco | Isacco | Isacco | Isacco | Isacco |      |      |      |      |          |          | Rebekah  | Rebekah  | Rebekah  | Rebekah  | Rebekah | Rebekah |        |        |        |        |        |        | Labano | Labano | Labano | Labano | Labano  | Labano  |         |         |         |         |      |      |      |      |      |      |      |      |     |     |          |          |          |          |          |          |  |  |  |  |  |  |
|      |      |      |      |      |      | Ismaele | Ismaele | Ismaele | Ismaele | Ismaele | Ismaele |        |        |        |        |        |        | Isacco | Isacco | Isacco | Isacco | Isacco | Isacco |      |      |      |      |          |          | Rebekah  | Rebekah  | Rebekah  | Rebekah  | Rebekah | Rebekah |        |        |        |        |        |        | Labano | Labano | Labano | Labano | Labano  | Labano  |         |         |         |         |      |      |      |      |      |      |      |      |     |     |          |          |          |          |          |          |  |  |  |  |  |  |
|      |      |      |      |      |      |         |         |         |         |         |         |        |        |        |        |        |        |        |        |        |        |        |        |      |      |      |      |          |          |          |          |          |          |         |         |        |        |        |        |        |        |        |        |        |        |         |         |         |         |         |         |      |      |      |      |      |      |      |      |     |     |          |          |          |          |          |          |  |  |  |  |  |  |
|      |      |      |      |      |      |         |         |         |         |         |         |        |        |        |        |        |        |        |        |        |        |        |        |      |      |      |      |          |          |          |          |          |          |         |         |        |        |        |        |        |        |        |        |        |        |         |         |         |         |         |         |      |      |      |      |      |      |      |      |     |     |          |          |          |          |          |          |  |  |  |  |  |  |
|      |      |      |      |      |      |         |         |         |         |         |         |        |        |        |        |        |        |        |        | Esaù   | Esaù   | Esaù   | Esaù   | Esaù | Esaù |      |      | Giacobbe | Giacobbe | Giacobbe | Giacobbe | Giacobbe | Giacobbe |         |         |        |        | Lia    | Lia    | Lia    | Lia    | Lia    | Lia    |        |        | Rachele | Rachele | Rachele | Rachele | Rachele | Rachele |      |      |      |      |      |      |      |      |     |     |          |          |          |          |          |          |  |  |  |  |  |  |
|      |      |      |      |      |      |         |         |         |         |         |         |        |        |        |        |        |        |        |        | Esaù   | Esaù   | Esaù   | Esaù   | Esaù | Esaù |      |      | Giacobbe | Giacobbe | Giacobbe | Giacobbe | Giacobbe | Giacobbe |         |         |        |        | Lia    | Lia    | Lia    | Lia    | Lia    | Lia    |        |        | Rachele | Rachele | Rachele | Rachele | Rachele | Rachele |      |      |      |      |      |      |      |      |     |     |          |          |          |          |          |          |  |  |  |  |  |  |

### Terza lettura — Genesi 29:18–30:13
Nella terza lettura (ebraico: עליה, aliyah), Giacobbe ama Rachele e si offre di servire Labano per sette anni in cambio della mano di Rachele, e Labano acconsente. Giacobbe lavora quindi per sette anni, ma il suo amore per Rachele li fanno sembrare appena pochi giorni. Giacobbe chiede Rachele per moglie e Labano organizza una festa e invita tutti gli uomini del posto. La sera Labano porta Lia da Giacobbe, e Giacobbe giace con lei. Labano dà la propria schiava Zilpa alla figlia Lia, come ancella. La mattina Giacobbe scopre di essere stato con Lia e non con Rachele, e va da Labano a protestare, dicendo che aveva lavorato per Rachele. Labano risponde che da loro non si usava dare la più giovane prima della primogenita, ma se Giacobbe avesse completato la settimana nuziale con Lia, allora gli avrebbe dato in sposa entrambe le figlie per altri sette anni di servizio. Giacobbe accetta e alla fine Labano gli concede Rachele, e Bila come ancella della figlia.
Giacobbe amava Rachele più di Lia, e Dio concesse a Lia di essere feconda, ma non a Rachele, che rimase sterile. Lia diede alla luce un figlio e lo chiamò Ruben, dicendo: "Il Signore ha visto la mia umiliazione; certo, ora mio marito mi amerà". Partorì poi un secondo figlio e lo chiamò Simeone, affermando che Dio aveva udito che era trascurata. Ebbe un altro figlio e lo chiamò Levi, dicendo che questa volta suo marito le si sarebbe affezionato. Partorì un quarto figlio e lo chiamò Giuda, dicendo: "Questa volta loderò il Signore". Poi cessò di avere figli. Rachele invidiava sua sorella e pretendeva che Giacobbe desse dei figli anche a lei, ma Giacobbe si adirò e le chiese se egli dovesse prendere il posto di Dio, che non l'aveva resa feconda. Rachele allora consigliò Giacobbe di giacere con la sua serva Bila, dicendo: "così che [lei] partorisca sulle mie ginocchia e abbia anch'io una mia prole per mezzo di lei" e Giacobbe fece così. Bila diede un figlio a Giacobbe, e Rachele lo chiamò Dan, dicendo che Dio l'aveva giudicata e aveva udito la sua voce. Bila ebbe poi un altro figlio da Giacobbe, e Rachele lo chiamò Neftali, affermando di aver lottato con sua sorella e di aver vinto. Quando Lia si rese conto di aver smesso di concepire, diede a Giacobbe la propria serva Zilpa come moglie. Zilpa diede un figlio a Giacobbe e Lia lo chiamò Gad, dicendo di aver avuto fortuna. Zilpa ebbe poi un altro figlio da Giacobbe e Lia lo chiamò Aser, affermando di esser felice, dato che le donne l'avrebbero detta felice. La terza lettura (ebraico: עליה, aliyah) finisce qui.

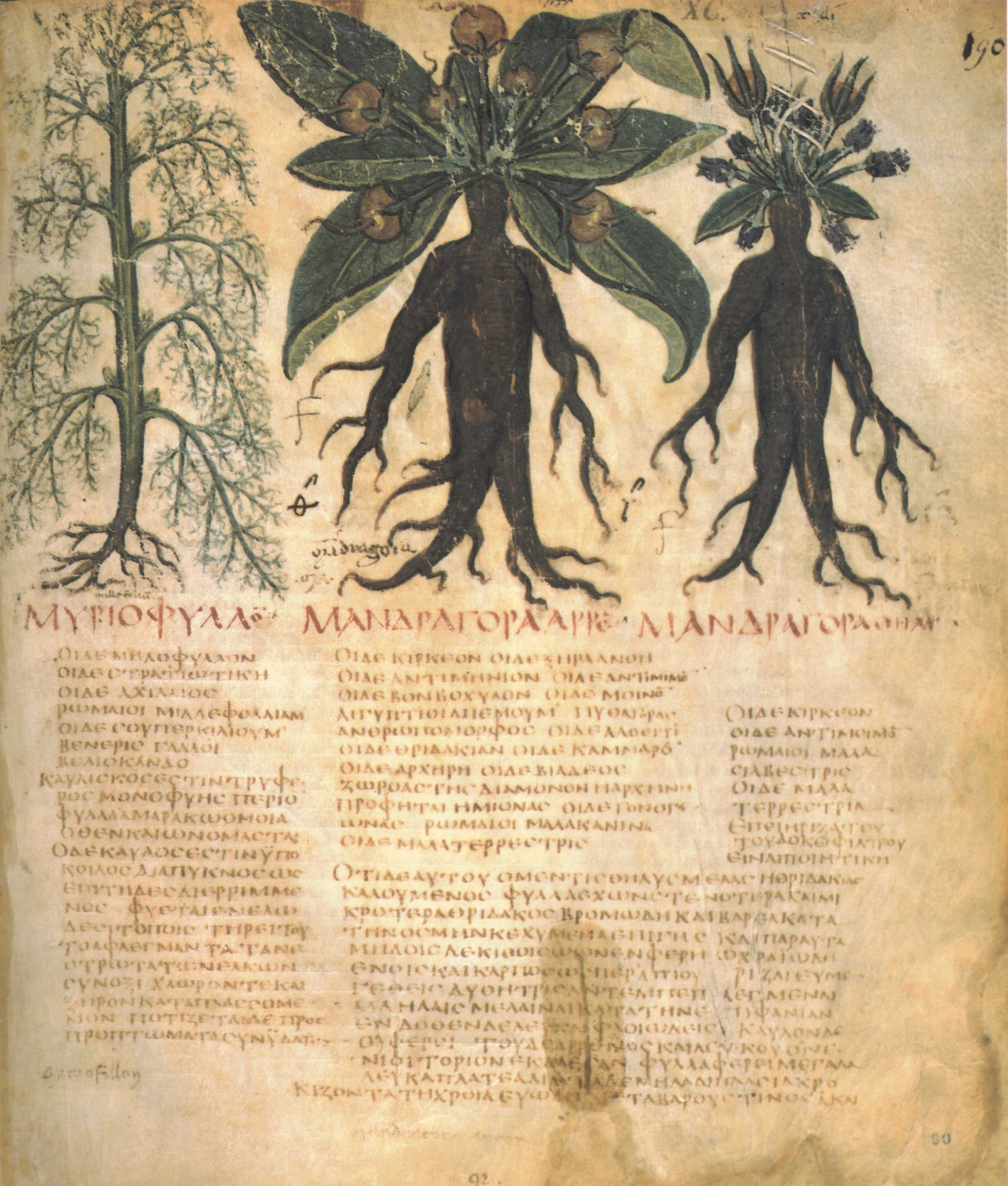
Radici di mandragora (illustrazione da un manoscritto di Pedanio Dioscoride, De materia medica)

## Interpretazione intrabiblica

### Genesi capitolo 28
In Genesi 27-28 Giacobbe riceve tre benedizioni: (1) da Isacco quando Giacobbe si traveste da Esaù in Genesi 27:28-29 (2) da Isacco quando Giacobbe parte per Aram in Genesi 28:3-4 e (3) da Dio nel sogno di Giacobbe a Betel in Genesi 28:13-15. Mentre la prima benedizione rappresenta un augurio di benessere materiale e dominio, solo la seconda e terza benedizione auspicano fertilità e la Terra d'Israele. La prima e terza benedizione esplicitamente designano Giacobbe come il portatore della benedizione, anche se probabilmente la seconda benedizione fa lo stesso, dando a Giacobbe "la benedizione di Abramo" (cfr. la benedizione in Genesi 12:2-3) Solo la terza benedizione garantisce la Presenza di Dio con Giacobbe.
| Genesi 27:28-29 Isacco benedice Giacobbe camuffato | Genesi 28:3-4 Isacco benedice Giacobbe in partenza | Genesi 28:13-15 Dio benedice Giacobbe a Betel |
| --- | --- | --- |
| 28 Dio ti conceda rugiada del cielo e terre grasse e abbondanza di frumento e di mosto. 29 Ti servano i popoli e si prostrino davanti a te le genti. Sii il signore dei tuoi fratelli e si prostrino davanti a te i figli di tua madre. Chi ti maledice sia maledetto e chi ti benedice sia benedetto!" | 3 Ti benedica Dio onnipotente, ti renda fecondo e ti moltiplichi, sì che tu divenga un'assemblea di popoli; 4 conceda la benedizione di Abramo a te e alla tua discendenza con te, perché tu possieda il paese dove sei stato forestiero, che Dio ha dato ad Abramo". | 13 Io sono il Signore, il Dio di Abramo tuo padre e il Dio di Isacco. La terra sulla quale tu sei coricato la darò a te e alla tua discendenza. 14 La tua discendenza sarà come la polvere della terra e ti estenderai a occidente e ad oriente, a settentrione e a mezzogiorno. E saranno benedette per te e per la tua discendenza tutte le nazioni della terra. 15 Ecco io sono con te e ti proteggerò dovunque tu andrai; poi ti farò ritornare in questo paese, perché non ti abbandonerò senza aver fatto tutto quello che t'ho detto. |

## Comandamenti
Secondo Maimonide e lo Sefer ha-Chinuch, non ci sono comandamenti (mitzvot) in questa parshah.

## Maqam settimanale
Nella Maqam settimanale, gli ebrei sefarditi ogni settimana basano i loro canti del servizio religioso sul contenuto della rispettiva parashah settimanale. Per la Parashah Vayetze, gli sefarditi usano la Maqam Ajam, una maqam che esprime felicità, in commemorazione della gioia e felicità per i matrimoni di Lia e di Rachele.

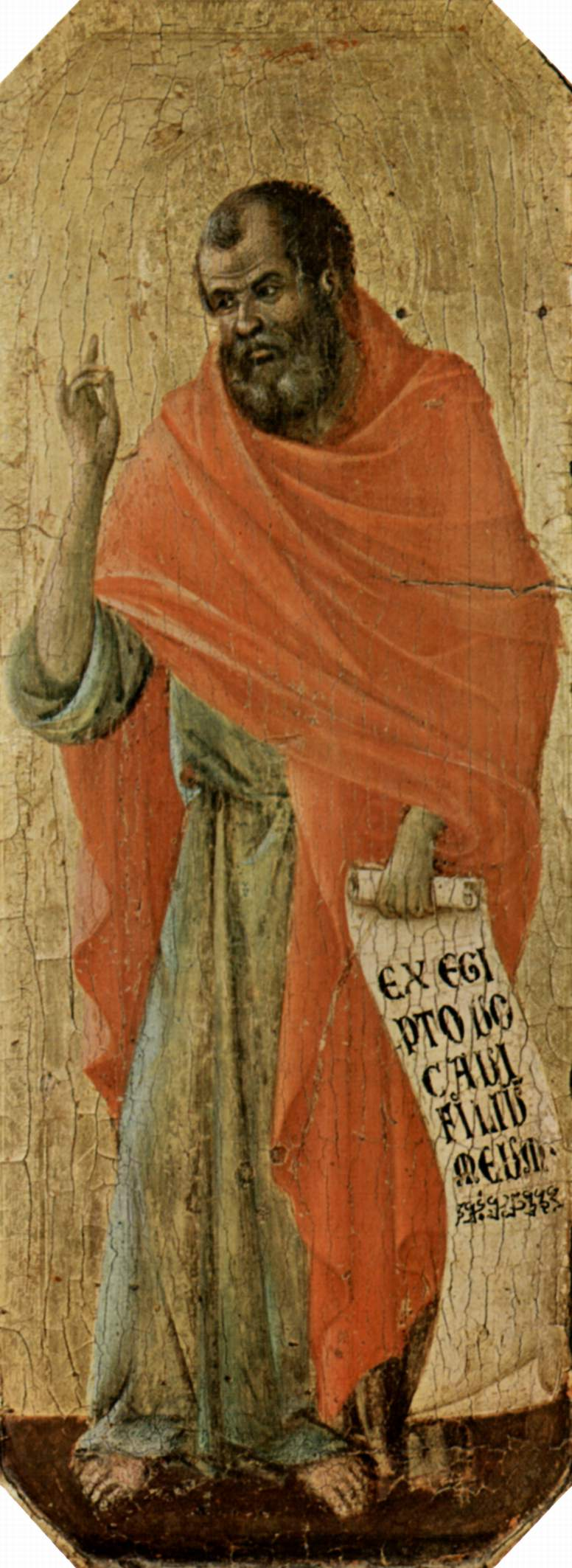
Osea (dipinto del Duomo di Siena, 1311 ca.)

## Haftarah
La haftarah della parashah è:
- per gli aschenaziti: Osea 12:13-14:10[55]
- per i sefarditi: Osea 11:7-12:12[56]
- per i caraiti: Osea 11:7-13:5[57]

## Riferimenti
La parashah ha paralleli o viene discussa nelle seguenti fonti (EN, HE, IT, YI) :

### Biblici
- Genesi 24:10-28[58] (corteggiamento al pozzo); Genesi 44:9[59] (giuramento imprevidente).
- Esodo 2:15-21[60] (corteggiamento al pozzo); Esodo 22:12[61] (animali domestici presi da bestie feroci).
- Giudici 11:30-31[62] (giuramento imprevidente).

### Rabbinici classici
- Tosefta: Sotah 10:7–8; Avodah Zarah 4:5. Terra d'Israele, circa 300 e.v. Ristampato su The Tosefta: Translated from the Hebrew, with a New Introduction. Trad. di Jacob Neusner, 1:877; 2:1275. Peabody, Mass.: Hendrickson Pub., 2002. ISBN 1-56563-642-2.
- Talmud gerosolimitano: Berakhot 43a, 92a; Sanhedrin 18a. Terra d'Israele, circa 400 e.v. Rist. su Talmud Yerushalmi. Curato da Chaim Malinowitz, Yisroel Simcha Schorr, e Mordechai Marcus, voll. 1–2. Brooklyn: Mesorah Publications, 2005–2012.
- Genesi Rabbah 44:8; 52:5; 68:1–74:17. Terra d'Israele, V secolo. Rist. su Midrash Rabbah: Genesis. Trad. H. Freedman & Maurice Simon. Londra: Soncino Press, 1939. ISBN 0-900689-38-2.

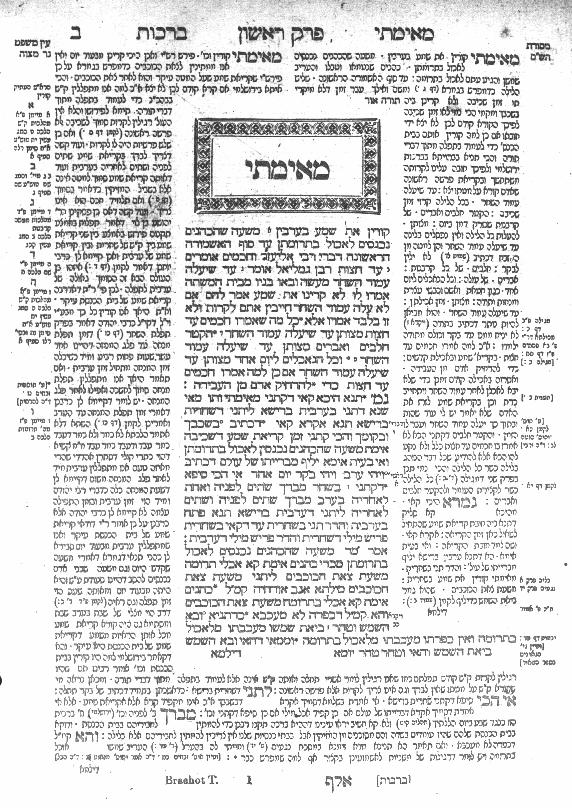
Talmud

- Talmud babilonese: Berakhot 4a, 7b, 8b, 26b, 42a, 60a, 62b; Shabbat 80b, 115b; Eruvin 100b; Yoma 38b, 74b, 77a; Sukkah 53a; Rosh Hashanah 11a; Taanit 2b; Megillah 9a, 10b, 13b, 17a; Moed Katan 7b, 15a, 21b; Yevamot 26b–27a, 28b, 62b, 97b, 103b; Ketubot 7b, 47b, 50a, 91b; Nedarim 20b, 64b; Nazir 23b, 50a; Bava Kamma 65b; Bava Metzia 93b; Bava Batra 123a–b; Sanhedrin 29a, 39b, 98b; Makkot 19b; Avodah Zarah 3a, 5a, 9a, 24b; Menachot 63a; Chullin 18b, 91b; Bekhorot 45a; Niddah 31a–b. Babilonia, VI secolo. Rist. su Talmud Bavli. Cur. da Yisroel Simcha Schorr, Chaim Malinowitz, e Mordechai Marcus, 72 voll. Brooklyn: Mesorah Pubs., 2006.

### Medievali
- Rashi. Commentario. Genesis 28–32. Troyes, Francia, XI secolo. Rist. su Rashi. The Torah: With Rashi's Commentary Translated, Annotated, and Elucidated. Trad. e note di Yisrael Isser Zvi Herczeg, 1:309–57. Brooklyn: Mesorah Publications, 1995. ISBN 0-89906-026-9.
- Yehuda Halevi. Kuzari. 2:14, 50, 80. Toledo, Spagna, 1130–1140. Rist. su Jehuda Halevi. Kuzari: An Argument for the Faith of Israel. Introd. di Henry Slonimsky, 91, 114, 133. New York: Schocken, 1964. ISBN 0-8052-0075-4.

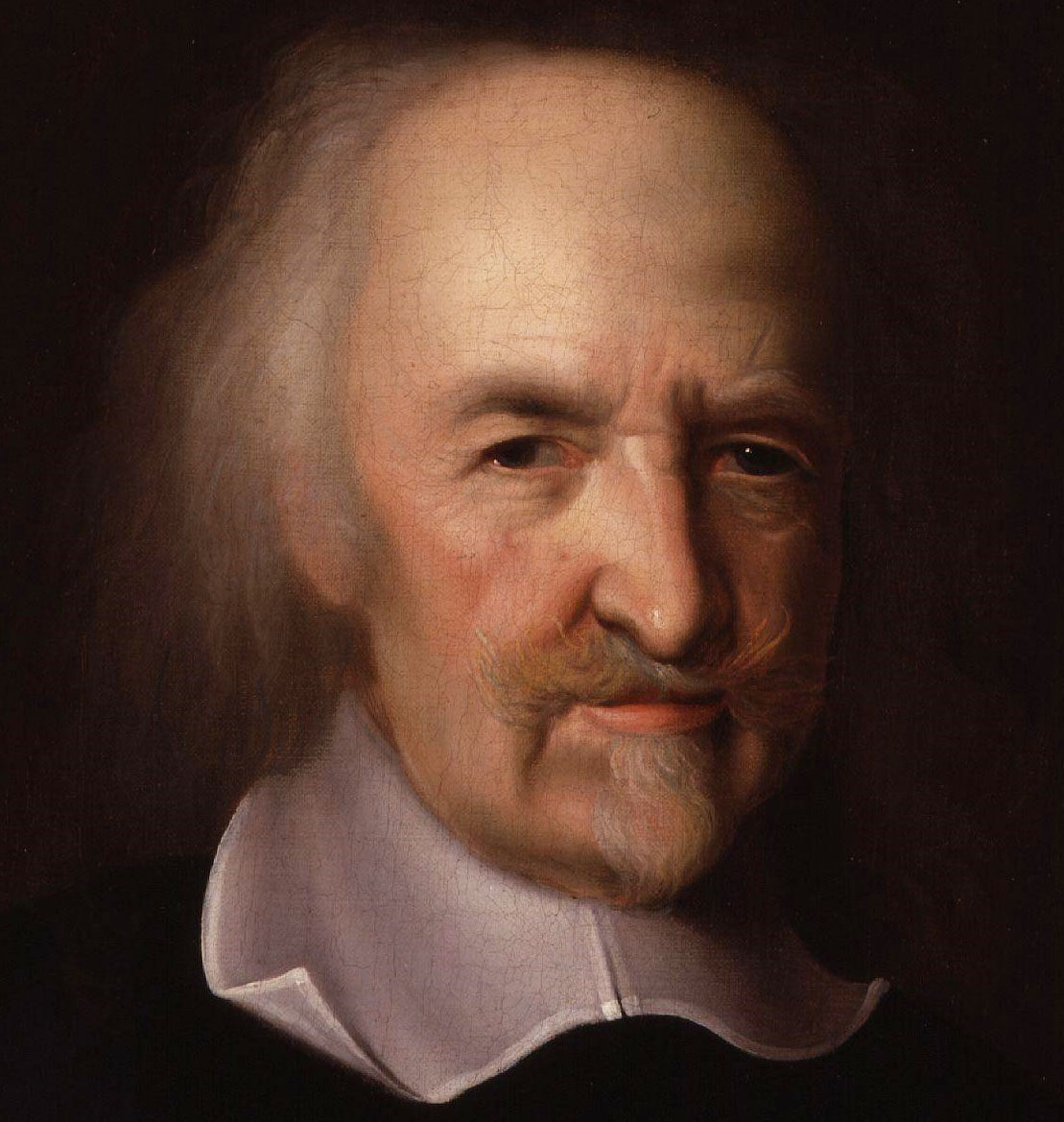
Thomas Hobbes

- Zohar 1:146b–65b. Spagna, XIII secolo. Rist. int. al. nell'edizione (EN)  The Zohar. Trad. di Harry Sperling & Maurice Simon. 5 voll. Londra: Soncino Press, 1934.

### Moderni
- Thomas Hobbes. Leviatano, 3:34, 36; 4:45. Inghilterra, 1651. Ristampa (EN)  curata da C. B. Macpherson, 437, 460, 676–77. Harmondsworth, Inghilterra: Penguin Classics, 1982. ISBN 0-14-043195-0.
- Moshe Chaim Luzzatto Mesillat Yesharim, cap. 4. Amsterdam, 1740. Rist. su Mesillat Yesharim: The Path of the Just, 53. Gerusalemme: Feldheim, 1966. ISBN 0-87306-114-4.
- Abraham Isaac Kook. The Moral Principles. Primi del XX secolo. Rist. su Abraham Isaac Kook: the Lights of Penitence, the Moral Principles, Lights of Holiness, Essays, Letters, and Poems. Trad. di Ben Zion Bokser, 162. Mahwah, N.J.: Paulist Press 1978. ISBN 0-8091-2159-X.
- Millar Burrows. “The Complaint of Laban's Daughters.” Journal of the American Oriental Society. 57 (1937): 259–76.
- Cyrus Gordon. “The Story of Jacob and Laban in the Light of the Nuzi Tablets.” Bulletin of the American Schools of Oriental Research. 66 (1937): 25–27.

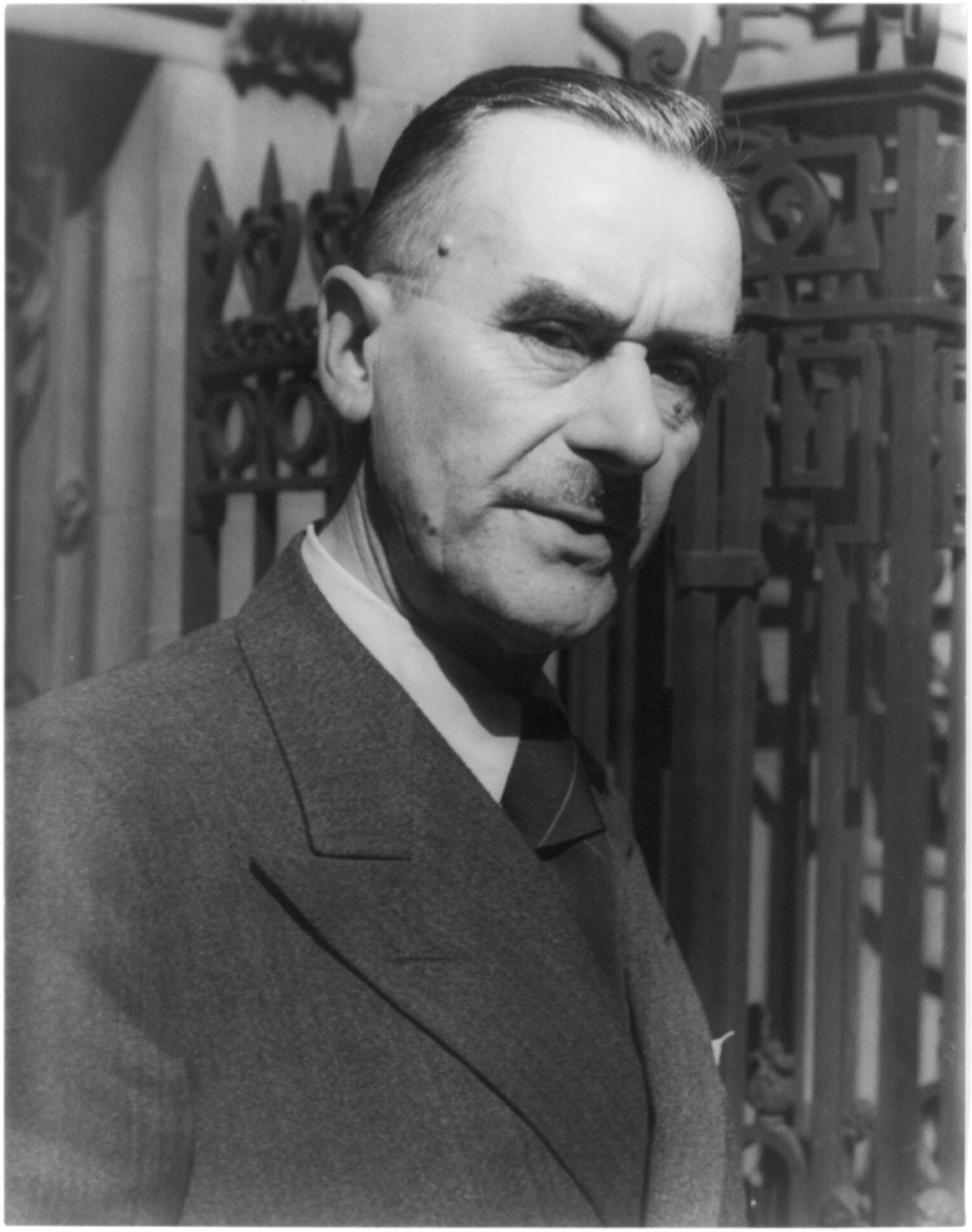
Thomas Mann

- Irving Fineman. Jacob, An Autobiograhical Novel. New York: Random House, 1941.
- Thomas Mann. Giuseppe e i suoi fratelli. Trad. (EN)  di John E. Woods, 24–25, 37, 47, 51, 87, 103–12, 119–20, 124–25, 135, 138, 142, 173–305, 307, 313, 323, 334, 337, 384–86, 388–92, 425, 460, 474, 488, 491–93, 502–03, 511, 515, 517, 519, 524, 530, 669–70, 676–77, 690–91, 693, 715–16, 729–30, 778, 805, 814, 883, 915. New York: Alfred A. Knopf, 2005. ISBN 1-4000-4001-9. Originale (DE)  Joseph und seine Brüder. Stockholm: Bermann-Fischer Verlag, 1943.
- Charles Reznikoff. Luzzato: Padua 1727. Mid 20th Century. In Harold Bloom. American Religious Poems, 247. Library of America, 2006. ISBN 978-1-931082-74-7.
- Peter R. Ackroyd. “The Teraphim.” Expository Times. 62 (1950/51): 378–80.
- M. David. “Zabal (Gen. Xxx 26).” Vetus Testamentum. 1 (1951): 59–60.
- David Daube e Reuven Yaron. “Jacob's Reception by Laban.” Journal of Semitic Studies. 1 (1956): 60–62.
- Moshe Greenberg. “Another Look at Rachel's Theft of the Teraphim.” Journal of Biblical Literature. 81 (1962): 239–48.
- John G. Griffiths. “The Celestial Ladder and the Gate of Heaven (Genesis 28:12,17).” Expository Times. 76 (1964/65): 229.
- Francisco O. Garcia-Treto. “Genesis 31:44 and ‘Gilead.’” Zeitschrift für die Alttestamentliche Wissenschaft. 79 (1967): 13–17.
- Jacob J. Finkelstein. “An Old Babylonian Herding Contract and Genesis 31:38.” Journal of the American Oriental Society. 88 (1968): 30–36.
- Francis Andersen. “Note on Genesis 30:8.” Journal of Biblical Literature. 88 (1969): 200.
- Murray H. Lichtenstein. “Dream-Theophany and the E Document.” Journal of the Ancient Near Eastern Society. 1/2 (1969): 45–54.
- Rintje Frankena. “Some Remarks on the Semitic Background of Chapters XXIX–XXXI of the Book of Genesis.” Oudtestamentische Studiën. 17 (1972): 53–64.
- Ernest G. Clarke. “Jacob's Dream at Bethel as Interpreted in the Targums and the New Testament.” Studies in Religion/Sciences Religieuses. 4 (1974/75): 367–77.
- Francisco O. Garcia-Treto. “Jacob's ‘Oath-Covenant’ in Genesis 28.” Trinity University Studies in Religion. 10 (1975): 1–10.
- Cornelis Houtman. “What Did Jacob See in His Dream at Bethel? Some Remarks on Genesis xxviii 10–22.” Vetus Testamentum. 27 (1977): 337–51.
- Cornelis Houtman. “Jacob at Mahanaim. Some Remarks on Genesis xxxii 2–3.” Vetus Testamentum. 28 (1978): 37–44.

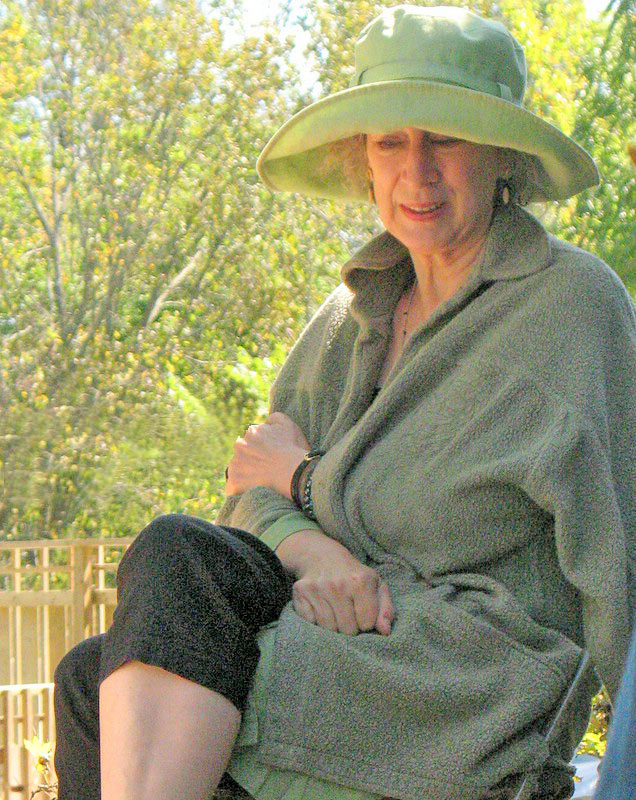
Margaret Atwood

- Michael Fishbane. “Genesis 25:19–35:22/The Jacob Cycle.” In Text and Texture: Close Readings of Selected Biblical Texts, 40–62. New York: Schocken Books, 1979. ISBN 0-8052-3724-0.
- John G. Gammie. “Theological Interpretation by Way of Literary and Tradition Analysis: Genesis 25–36.” In Encounter with the Text: Form and History in the Hebrew Bible. Edited by Martin J. Buss, pages 117–34. Philadelphia: Fortress, 1979. ISBN 1-58983-352-X.
- Charles Mabee. “Jacob and Laban: The Structure of Judicial Proceedings: (Genesis XXXI 25–42).” Vetus Testamentum. 30 (1980): 192–207.
- Nathaniel Wander. “Structure, Contradiction, and ‘Resolution’ in Mythology: Father's Brother's Daughter Marriage and the Treatment of Women in Genesis 11–50.” Journal of the Ancient Near Eastern Society. 13 (1981): 75–99.
- James A. Diamond. “The Deception of Jacob: A New Perspective on an Ancient Solution to the Problem.” Vetus Testamentum. 34 (1984): 211–13.
- Margaret Atwood. Il racconto dell'ancella. Boston: Houghton Mifflin Co., 1986. ISBN 0-395-40425-8.
- Walter Brueggemann. Genesis: Interpretation: A Bible Commentary for Teaching and Preaching, 204–12, 241–64. Atlanta: John Knox Press, 1986. ISBN 0-8042-3101-X.
- Jeanne Steig & William Steig. “Jacob's Ladder.” In The Old Testament Made Easy. New York: Farrar Straus Giroux, 1990. ISBN 0-374-22583-4.
- Frederick Buechner. The Son of Laughter. New York: HarperCollins, 1993. ISBN 0-06-250116-X.
- Lawrence Kushner. God Was in This Place and I, I Did Not Know: Finding Self, Spirituality and Ultimate Meaning. Jewish Lights Publishing, 1993. ISBN 1-879045-33-8.

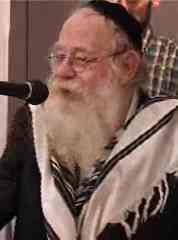
Adin Steinsaltz

- Pat Schneider Welcoming Angels. In Long Way Home: Poems, 90. Amherst, Mass.: Amherst Writers and Artists Press, 1993. ISBN 0-941895-11-4.
- Aaron Wildavsky. Assimilation versus Separation: Joseph the Administrator and the Politics of Religion in Biblical Israel, 5–6, 8. New Brunswick, N.J.: Transaction Publishers, 1993. ISBN 1-56000-081-3.
- Scott E. Noegel. “Sex, Sticks, and the Trickster in Gen. 30:31–43.” Journal of the Ancient Near Eastern Society. 25 (1997): 7–17.
- Mary Doria Russell. Children of God: A Novel, 427. New York: Villard, 1998. ISBN 0-679-45635-X. (“God was in this place, and I — I did not know it.”).
- Adin Steinsaltz. Simple Words: Thinking About What Really Matters in Life, 199. New York: Simon & Schuster, 1999. ISBN 0-684-84642-X.
- Alan Lew. This Is Real and You Are Completely Unprepared: The Days of Awe as a Journey of Transformation, 154–55. Boston: Little, Brown & Co., 2003. ISBN 0-316-73908-1.
- Frank Anthony Spina. “Esau: The Face of God.” In The Faith of the Outsider: Exclusion and Inclusion in the Biblical Story, 14–34. William B. Eerdmans Publishing Company, 2005. ISBN 0-8028-2864-7.
- James Kugel. The Ladder of Jacob: Ancient Interpretations of the Biblical Story of Jacob and His Children. Princeton: Princeton University Press, 2006. ISBN 0-691-12122-2.
- Denise Levertov. “The Jacob's Ladder” in Harold Bloom, American Religious Poems, 379. Library of America, 2006. ISBN 978-1-931082-74-7.
- Suzanne A. Brody. “Leah's Lesson.” In Dancing in the White Spaces: The Yearly Torah Cycle and More Poems, 68. Shelbyville, Kentucky: Wasteland Press, 2007. ISBN 1-60047-112-9.
- Esther Jungreis. Life Is a Test, 77–78, 130, 134, 163. Brooklyn: Shaar Press, 2007. ISBN 1-4226-0609-0.
- Jonathan Goldstein. “Jacob and Esau.” In Ladies and Gentlemen, the Bible! 105–14. New York: Riverhead Books, 2009. ISBN 978-1-59448-367-7.
- Raymond Westbrook. “Good as His Word: Jacob Manipulates Justice.” Biblical Archaeology Review. 35 (3) (2009): 50–55, 64.

### Testi
- "Haftarah di Vaiezè" cantata, su torah.it
- "Parashat Vaiezè", su torah.it
- Commentari e canti della "Parashat Vaiezè", su torah.it
- Testo Masoretico e traduzione JPS 1917, su mechon-mamre.org.
- Parashah cantata, su bible.ort.org.
- Parashah in ebraico, su mechon-mamre.org.

### Commentari
- Academy for Jewish Religion, California, su ajrca.org.
- Academy for Jewish Religion, New York, su ajrsem.org.
- Aish.com. URL consultato il 5 febbraio 2013 (archiviato dall'url originale il 17 marzo 2013).
- Akhlah: The Jewish Children’s Learning Network, su akhlah.com. URL consultato il 5 febbraio 2013 (archiviato dall'url originale il 25 gennaio 2013).
- American Jewish University, su judaism.ajula.edu (archiviato dall'url originale il 20 febbraio 2012).
- Anshe Emes Synagogue, Los Angeles, su anshe.org. URL consultato il 5 febbraio 2013 (archiviato dall'url originale il 1º novembre 2012).
- Ari Goldwag, su arigoldwag.com. URL consultato il 5 febbraio 2013 (archiviato dall'url originale il 27 luglio 2013).
- Bar-Ilan University, su biu.ac.il. URL consultato il 5 febbraio 2013 (archiviato dall'url originale il 28 settembre 2012).
- Chabad.org.
- eparsha.com.
- G-dcast, su g-dcast.com. URL consultato il 5 febbraio 2013 (archiviato dall'url originale il 18 febbraio 2013).
- The Israel Koschitzky Virtual Beit Midrash, su vbm-torah.org. URL consultato il 5 febbraio 2013 (archiviato dall'url originale il 2 novembre 2011).
- Jewish Agency for Israel, su jewishagency.org. URL consultato il 5 febbraio 2013 (archiviato dall'url originale il 2 ottobre 2012).
- Jewish Theological Seminary (XML), su jtsa.edu. URL consultato il 5 febbraio 2013 (archiviato dall'url originale l'11 marzo 2013).
- Miriam Aflalo, su mishpacha.com. URL consultato il 5 febbraio 2013 (archiviato dall'url originale il 6 aprile 2012).
- MyJewishLearning.com. URL consultato il 5 febbraio 2013 (archiviato dall'url originale il 31 marzo 2015).
- Ohr Sameach, su ohr.edu.
- Orthodox Union, su ou.org.
- OzTorah - Torah from Australia, su oztorah.com.
- Oz Ve Shalom — Netivot Shalom, su netivot-shalom.org.il. URL consultato il 5 febbraio 2013 (archiviato dall'url originale il 24 giugno 2010).
- Pardes from Jerusalem, su pardes.org.il. URL consultato il 5 febbraio 2013 (archiviato dall'url originale il 15 aprile 2012).
- Parshah Parts (PDF), su parshaparts.com. URL consultato il 5 febbraio 2013 (archiviato dall'url originale l'8 marzo 2012).

- Rabbi Dov Linzer, su rabbidovlinzer.blogspot.com.
- RabbiShimon.com. URL consultato il 5 febbraio 2013 (archiviato dall'url originale il 6 giugno 2012).
- Rabbi Shlomo Riskin, su ohrtorahstone.org.il. URL consultato il 5 febbraio 2013 (archiviato dall'url originale il 21 agosto 2011).
- Rabbi Shmuel Herzfeld, su rabbishmuel.com. URL consultato il 5 febbraio 2013 (archiviato dall'url originale l'11 marzo 2013).
- Reconstructionist Judaism, su www4.jrf.org. URL consultato il 5 febbraio 2013 (archiviato dall'url originale il 16 febbraio 2006).
- Sephardic Institute, su judaicseminar.org.
- Shiur.com.
- 613.org Jewish Torah Audio, su 613.org. URL consultato il 5 febbraio 2013 (archiviato dall'url originale il 16 luglio 2012).
- Suzanne A. Brody, su dancinginthewhitespaces.blogspot.com.
- Tanach Study Center, su tanach.org.
- Torah from Dixie, su tfdixie.com. URL consultato il 5 febbraio 2013 (archiviato dall'url originale il 18 luglio 2013).
- Torah.it.
- Torah.org.
- TorahVort.com.
- Union for Reform Judaism, su urj.org. URL consultato il 5 febbraio 2013 (archiviato dall'url originale il 17 giugno 2009).
- United Hebrew Congregations of the Commonwealth, su chiefrabbi.org. URL consultato il 5 febbraio 2013 (archiviato dall'url originale il 10 aprile 2012).
- United Synagogue of Conservative Judaism, su uscj.org. URL consultato il 5 febbraio 2013 (archiviato dall'url originale il 14 agosto 2012).
- What’s Bothering Rashi?, su shemayisrael.com.
- Yeshivat Chovevei Torah, su yctorah.org.
- Yeshiva University, su yutorah.org. URL consultato il 5 febbraio 2013 (archiviato dall'url originale il 18 dicembre 2019).